# 托利森 (亚利桑那州)
托利森（英語：Tolleson）是美国亚利桑那州马里科帕县下属的一座城市。面积约为5.75平方英里（约合14.9平方公里）。根据2010年美国人口普查，该市有人口6,545人，人口密度为1,139.20/平方英里。